# My Homeworld
Singles de Tom Snare
Philosophy
(2006) Apology
(2007)
My Homeworld est une chanson de Tom Snare, sortie en mars 2007 sous le label ULM. la chanson a été composé par Xavier Decanter, Steve Watt et produit par Tom Snare.

## Liste des pistes
12" Maxi U.L.M.
1. My Homeworld (Extended Mix) - 6:47
2. My Homeworld (Radio Edit) - 3:01
3. My Homeworld (Clubber Land Mix) - 7:50
4. My Homeworld (Alex Milano Remix) - 6:45

## Classement par pays
| Classement (2007) | Meilleure position |
| ----------------- | ------------------ |
| France (SNEP)     | 28                 |
| France (Club 40)  | 2                  |